# Сборная Новой Зеландии по регби-7
Сборная Новой Зеландии по регби-7 (англ. New Zealand national rugby sevens team) — национальная команда, представляющая Новую Зеландию в международных соревнованиях по регби-7 высшего уровня. Команда регулярно принимает участие в таких соревнованиях как чемпионат мира, Мировая серия, Олимпийские игры и Игры Содружества. Сборная дважды становилась чемпионом мира (в 2001 и 2013 годах) и 12 раз выигрывала Мировую серию. С 2012 года носит название All Blacks Sevens.
Первый официальный матч сборная провела 7 апреля 1973 года в Эдинбурге, где проиграла сборной Ирландии со счётом 22:18. C 1983 года команда участвует в Hong Kong Sevens, в чемпионатах мира — с его первого розыгрыша в 1993 году. Все успехи «Олл Блэкс Севенс» связаны с именем сэра Гордона Тайтженса, тренировавшего сборную с 1994 по 2016 год. Тайтженс покинул свой пост после неудачного выступления команды в олимпийском турнире по регби-7.

## История

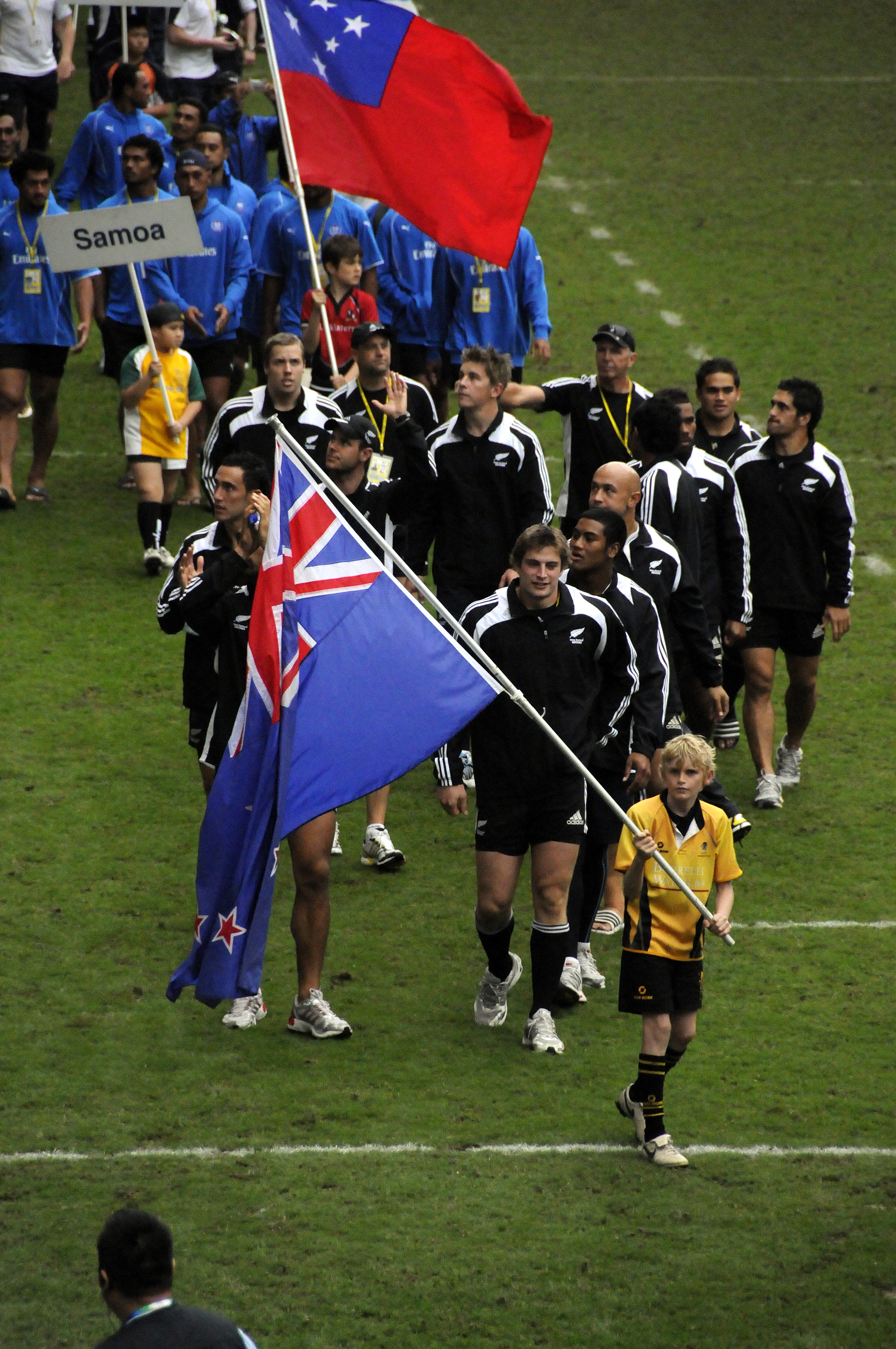
Сборная Новой Зеландии по регби-7 на гонконгском этапе Мировой серии, 2009 год.

Сборная Новой Зеландии была впервые созвана в 1973 году для участия в первом в истории турнира сборных по регби-7. Соревнование прошло в Эдинбурге и было приурочено к столетию Шотландского регбийного союза. В первом своём матче сборная проиграла ирландцам со счётом 22:18. С момента основания Hong Kong Sevens в 1976 году и до 1983 года Новая Зеландия в турнире участия не принимала, в Гонконге играли сборные региональных союзов страны: Кентербери, Окленда и Манавату. С 1983 года и до создания полноценной Мировой серии в 1999 году «Олл Блэкс Севенс» выиграли в турнире 6 раз и ещё четырежды доходили до финала.
В 1993 году под эгидой Международного совета регби был проведён первый чемпионат мира по регби-7. Турнир состоял из двух групповых стадий и плей-офф. В первой группе новозеландцы заняли первое место, выиграв всех пятерых своих соперников, однако из второй группы выйти не сумели, проиграв сборным Англии и ЮАР. В 1994 году главным тренером стал Гордон Тайтженс, что ознаменовало начало золотой эры новозеландского регби-7.
В 1999 году была создана Мировая серия, первый сезон которой состоял из 10 этапов. В финалах 8 из 10 этапов встретились сборные Новой Зеландии и Фиджи. Победителями первого сезона серии стали новозеландцы, обогнав фиджийцев всего на 6 очков. «Олл Блэкс Севенс» побеждали в Мировой серии ещё пять сезонов подряд, установив очередной рекорд для новозеландского регби. Всего же сборная Новой Зеландии выиграла Мировую серию 12 раз из 17, при этом никогда не опускалась в итоговом зачёте ниже четвёртого места. Другими победителями становились трижды сборная Фиджи и по одному разу сборные Самоа и ЮАР. Новозеландцы удерживают рекорды Мировой серии по количеству матчей, набранных очков, занесённых попыток и реализаций.
В 2001 году «Олл Блэкс Севенс» впервые выиграли чемпионат мира, который тогда принимала Аргентина. В финале турнира со счётом 31:12 была обыграна сборная Австралии, три из пяти попыток забил звезда мирового регби Джона Лому. В следующий раз новозеландцы повторили свой успех лишь 12 лет спустя, на Чемпионат мира в России. В четвертьфинале была одержана победа над победителями предыдущего розыгрыша — сборной Уэльса, в полуфинале — над сборной Фиджи. В финальном матче новозеландцы встретились со сборной Англии и выиграли со счётом 33:0.
Сборная Новой Зеландии приняла участие в первом в истории розыгрыше олимпийских медалей по регби-7. Несмотря на успешный отбор через Мировую серию сезона 2014/15, где команда заняла третье место, на олимпийском турнире «Олл Блэкс Севенс» выступили хуже ожидаемого, с трудом выйдя из группы и сенсационно проиграв сборной Японии со счётом 12:14. После этого поражения главный тренер сборной Гордон Тайтженс покинул свой пост, который он занимал на протяжении 22 лет.

## Выступления на международных соревнованиях

### Летние Олимпийские игры
| 2016  | Четвертьфинал | 5-е | 6 | 3 | 3 | 0 |
| Всего | 0 титулов     | 1/1 | 6 | 3 | 3 | 0 |

### Чемпионат мира
| 1993  | Четвертьфинал     | 7-е               | 8                 | 6                 | 2                 | 0                 |
| 1997  | Полуфинал         | 3-е               | 6                 | 5                 | 1                 | 0                 |
| 2001  | Победа            | 1-е               | 8                 | 8                 | 0                 | 0                 |
| 2005  | Финал             | 2-е               | 8                 | 7                 | 1                 | 0                 |
| 2009  | Четвертьфинал     | 5-е               | 4                 | 3                 | 1                 | 0                 |
| 2013  | Победа            | 1-е               | 6                 | 6                 | 0                 | 0                 |
| 2018  | Квалифицировались | Квалифицировались | Квалифицировались | Квалифицировались | Квалифицировались | Квалифицировались |
| Всего | 2 Титула          | 6/6               | 40                | 35                | 5                 | 0                 |

### Мировая серия
| 1999/00 | 1-e        | 10    | 186  |
| 2000/01 | 1-e        | 9     | 162  |
| 2001/02 | 1-e        | 11    | 198  |
| 2002/03 | 1-e        | 7     | 112  |
| 2003/04 | 1-e        | 8     | 128  |
| 2004/05 | 1-e        | 7     | 116  |
| 2005/06 | 4-e        | 8     | 76   |
| 2006/07 | 1-e        | 8     | 130  |
| 2007/08 | 1-e        | 8     | 154  |
| 2008/09 | 4-e        | 8     | 88   |
| 2009/10 | 2-e        | 8     | 149  |
| 2010/11 | 1-e        | 8     | 166  |
| 2011/12 | 1-e        | 9     | 167  |
| 2012/13 | 1-e        | 9     | 173  |
| 2013/14 | 1-e        | 9     | 180  |
| 2014/15 | 3-e        | 9     | 152  |
| 2015/16 | 3-e        | 10    | 158  |
| 2016/17 | 4-е        | 10    | 137  |
| Всего   | 12 Титулов | 18/18 | 2632 |

## Состав
Игроки, принявшие участие этапе Мировой серии в Лондоне в мае 2017 года:
- Главный тренер — Скотт Уолдром;

| Игрок          | Позиция    | Клуб              |
| -------------- | ---------- | ----------------- |
| Траэль Джоасс  | Нападающий | «Тасман»          |
| Сэм Диксон     | Нападающий | «Кентербери»      |
| Ди-Джей Форбс  | Нападающий | «Каунтис Манукау» |
| Джесси Хьюстон | Нападающий | «Кентербери»      |
| Тим Миккелсон  | Защитник   | «Уаикато»         |
| Тон Нчиу       | Защитник   | «Тасман»          |
| Эндрю Ньюстабб | Защитник   | «Тасман»          |
| Шервин Стоуэрс | Защитник   | «Каунтис Манукау» |
| Тамати Сэмюэлс | Защитник   | «Хокс-Бэй»        |
| Джо Уэббер     | Защитник   | «Уаикато»         |
| Реган Уэйр     | Защитник   | «Бей-оф-Пленти»   |
| Фа’асиу Фуатаи | Защитник   | «Бей-оф-Пленти»   |